# Lynn (Indiana)
Lynn és una població dels Estats Units a l'estat d'Indiana. Segons el cens del 2000 tenia 1.143 habitants.

## Demografia
Segons el cens del 2000, Lynn tenia 1.143 habitants, 468 habitatges, i 313 famílies. La densitat de població era de 788,1 habitants/km².
Dels 468 habitatges en un 32,1% hi vivien nens de menys de 18 anys, en un 53,2% hi vivien parelles casades, en un 9,4% dones solteres, i en un 33,1% no eren unitats familiars. En el 28,6% dels habitatges hi vivien persones soles el 14,7% de les quals corresponia a persones de 65 anys o més que vivien soles. El nombre mitjà de persones vivint en cada habitatge era de 2,44 i el nombre mitjà de persones que vivien en cada família era de 2,99.
Per edats la població es repartia de la següent manera: un 26,3% tenia menys de 18 anys, un 9,2% entre 18 i 24, un 26,5% entre 25 i 44, un 22,4% de 45 a 60 i un 15,6% 65 anys o més.
L'edat mediana era de 36 anys. Per cada 100 dones de 18 o més anys hi havia 91,4 homes.
La renda mediana per habitatge era de 32.368$ i la renda mediana per família de 38.636$. Els homes tenien una renda mediana de 27.917$ mentre que les dones 20.438$. La renda per capita de la població era de 15.148$. Entorn del 7,9% de les famílies i el 10,2% de la població estaven per davall del llindar de pobresa.

## Poblacions més properes
El següent diagrama mostra les poblacions més properes.